# Lijst van nummer 1-hits in Duitsland in 2012
Deze hits stonden in 2012 op nummer 1 in de Musikmarkt Top 100, de bekendste hitlijst in Duitsland.
| Datum        | Artiest                        | Titel                                    |
| ------------ | ------------------------------ | ---------------------------------------- |
| 6 januari    | Gotye & Kimbra                 | Somebody that I used to know             |
| 13 januari   | Gotye & Kimbra                 | Somebody that I used to know             |
| 20 januari   | Gotye & Kimbra                 | Somebody that I used to know             |
| 27 januari   | Gotye & Kimbra                 | Somebody that I used to know             |
| 3 februari   | Michel Teló                    | Ai se eu te pego!                        |
| 10 februari  | Michel Teló                    | Ai se eu te pego!                        |
| 17 februari  | Michel Teló                    | Ai se eu te pego!                        |
| 24 februari  | Michel Teló                    | Ai se eu te pego!                        |
| 2 maart      | Michel Teló                    | Ai se eu te pego!                        |
| 9 maart      | Michel Teló                    | Ai se eu te pego!                        |
| 16 maart     | Michel Teló                    | Ai se eu te pego!                        |
| 23 maart     | Michel Teló                    | Ai se eu te pego!                        |
| 30 maart     | Michel Teló                    | Ai se eu te pego!                        |
| 6 april      | Olly Murs & Rizzle Kicks       | Heart skips a beat                       |
| 13 april     | Michel Teló                    | Ai se eu te pego!                        |
| 20 april     | Olly Murs & Rizzle Kicks       | Heart skips a beat                       |
| 27 april     | Alex Clare                     | Too close                                |
| 4 mei        | Alex Clare                     | Too close                                |
| 11 mei       | Luca Hänni                     | Don't think about me                     |
| 18 mei       | Alex Clare                     | Too close                                |
| 25 mei       | Die Toten Hosen                | Tage wie diese                           |
| 1 juni       | Die Toten Hosen                | Tage wie diese                           |
| 8 juni       | Loreen                         | Euphoria                                 |
| 15 juni      | Loreen                         | Euphoria                                 |
| 22 juni      | Die Toten Hosen                | Tage wie diese                           |
| 29 juni      | Die Toten Hosen                | Tage wie diese                           |
| 6 juli       | Die Toten Hosen                | Tage wie diese                           |
| 13 juli      | Lykke Li                       | I follow rivers                          |
| 20 juli      | Lykke Li                       | I follow rivers                          |
| 27 juli      | Lykke Li                       | I follow rivers                          |
| 3 augustus   | Lykke Li                       | I follow rivers                          |
| 10 augustus  | Lykke Li                       | I follow rivers                          |
| 17 augustus  | Asaf Avidan                    | One day / Reckoning song (Wankelmut rmx) |
| 24 augustus  | Asaf Avidan                    | One day / Reckoning song (Wankelmut rmx) |
| 31 augustus  | Asaf Avidan                    | One day / Reckoning song (Wankelmut rmx) |
| 7 september  | Asaf Avidan                    | One day / Reckoning song (Wankelmut rmx) |
| 14 september | Asaf Avidan                    | One day / Reckoning song (Wankelmut rmx) |
| 21 september | Asaf Avidan                    | One day / Reckoning song (Wankelmut rmx) |
| 28 september | Marteria, Yasha & Miss Platnum | Lila wolken                              |
| 5 oktober    | Asaf Avidan                    | One day / Reckoning song (Wankelmut rmx) |
| 12 oktober   | PSY                            | Gangnam style                            |
| 19 oktober   | Adele                          | Skyfall                                  |
| 26 oktober   | PSY                            | Gangnam style                            |
| 2 november   | Rihanna                        | Diamonds                                 |
| 9 november   | Rihanna                        | Diamonds                                 |
| 16 november  | Rihanna                        | Diamonds                                 |
| 23 november  | Rihanna                        | Diamonds                                 |
| 30 november  | Rihanna                        | Diamonds                                 |
| 7 december   | Rihanna                        | Diamonds                                 |
| 14 december  | Rihanna                        | Diamonds                                 |
| 21 december  | Rihanna                        | Diamonds                                 |
| 28 december  | Rihanna                        | Diamonds                                 |